# Électrode de référence
 (janvier 2018).
Si vous disposez d'ouvrages ou d'articles de référence ou si vous connaissez des sites web de qualité traitant du thème abordé ici, merci de compléter l'article en donnant les références utiles à sa vérifiabilité et en les liant à la section « Notes et références ».
Une électrode de référence est une électrode qui maintient un potentiel pratiquement invariant dans les conditions prévalant dans une mesure électrochimique. Elle permet l'observation, la mesure ou le contrôle du potentiel de l'indicateur (ou de l'essai) ou de l'électrode de travail.On l'utilise en électrochimie pour étudier les propriétés d'oxydoréduction et en chimie analytique pour mesurer les concentrations d'espèces dissoutes dans une solution.

## Potentiel fixe
Le potentiel de l'électrode de référence ne doit en aucun cas varier pendant la mesure. L'électrode est formée d'un équilibre entre des éléments chimiques sous différents états de la matière (métal, sel, gaz, solution aqueuse). Pour que le potentiel soit fixé, on sature les composés, ainsi les concentrations sont constantes (à température constante), et le potentiel défini par l'équation de Nernst reste constant. On note toutefois que le potentiel d'une électrode de référence varie avec la température, car celle-ci intervient dans le pouvoir de solubilité des ions au sein de l'électrode et déplace l'équilibre chimique.

## Mesure d'une différence de potentiel
L'électrode de référence forme à elle seule une demi-pile de potentiel fixe, et sert à mesurer le potentiel d'une autre demi-pile composée de la solution étudiée en contact avec une autre électrode (fil de platine par exemple).
On joint alors la demi-pile de l'électrode de référence à la demi-pile à étudier par une jonction électrolytique pour former une pile. On peut alors mesurer sa différence de potentiel avec un voltmètre.

## Quelques électrodes de référence classiques
L'électrode de référence utilisée pour définir les potentiels standards d'oxydoréduction est l'électrode standard à hydrogène (ESH). Lorsqu'on donne une valeur de tension d'électrode par rapport à cette électrode de référence, on note le résultat sous la forme : E = … V/ESH. Cependant, l'ESH n'est qu'une référence idéale, c’est-à-dire impossible à mettre en œuvre en pratique. On réalise donc généralement une électrode normale à hydrogène (ENH) pour l'étalonnage des autres électrodes de référence en considérant généralement comme négligeables les différences existant entre l'ENH et l'ESH.
D'autres électrodes de référence très utilisées en pratique sont par exemple l'électrode au calomel saturée (ECS), l'électrode au sulfate mercureux (ESM) ou l'électrode au chlorure d'argent.

## Différents types d'électrodes
Source.

On peut classer les électrodes de référence suivant les équilibres susceptibles d'être réalisés à leur surface :
- électrode de première espèce :
  - électrode métallique lorsque le métal de l'électrode est en équilibre avec son ion. Exemple : une électrode de cuivre plongée dans une solution d'ions Cu2+,
  - électrode à gaz si au moins une des espèces électroactives est sous forme gazeuse. Exemple : l'ESH ;
- électrode de seconde espèce : métal en équilibre avec un de ses composés peu solubles. Exemple : l'électrode au calomel saturée ou ECS. Ainsi que l'électrode cuivre-sulfate de cuivre ou Cu-CuSO4 utilisée en protection cathodique pour les mesures effectuées sur des structures enterrées ;
- électrode de troisième espèce : on parle d'électrode métallique (ou électrode redox). Il s’agit d’un fil métallique inattaquable plongeant dans une solution de l’oxydant et du réducteur. Exemple : Pt/Fe2+, Fe3+ ; E = E° + 0,06 log [Fe3+]/[Fe2+].